# Sauber C29
A Sauber C29 egy Formula–1-es versenyautó, amit a BMW Sauber tervezett és versenyeztetett a 2010-es Formula–1 világbajnokság során. Pilótái Pedro de la Rosa és Kobajasi Kamui voltak, illetve a szezon második felétől az előbbit helyettesítő Nick Heidfeld. A tesztpilóta Esteban Gutiérrez volt.

## Áttekintés
Mivel az előző év végén a BMW kivonult, és beteltek a rendelkezésre álló helyek, már az is kész csoda volt, hogy a csapat indulni tudott a bajnokságban. Peter Sauber visszavásárolta 2009 végén a csapatát, azzal a feltétellel, hogy be tudnak majd nevezni. Erre végül is azért kerülhetett sor, mert a Toyota az utolsó pillanatban visszalépett. Habár a csapat Ferrari-motorokkal versenyzett, jogi okokból meg kellett tartaniuk a korábbi nevet, ezért BMW Sauberként indultak a bajnokságban, annak ellenére, hogy a BMW semmilyen módon nem biztosított alkatrészt.
Szponzorok hiányában a csapat tiszta fehér-piros-fekete festéssel indult, amik egyébként a csapat hivatalos színei, csak épp a szponzorok miatt soha nem volt látható. A szezon elején kizárólag a pilóták nevei voltak felírva a kasztnikra, ez az év során változott, az új szponzorok érkezésével.
A szezon első felében rengeteg gond volt a megbízhatósággal, az első pontot a hetedik, török nagydíjon szerezte meg Kobajasi. Az év második felében szemmel látható volt a javulás, és a rendszeres pontszerzéseknek köszönhetően 44 ponttal a 8. helyen zárták az idényt.

## Eredmények
(Táblázat értelmezése)

(Félkövér: pole-pozícióból indult; dőlt: leggyorsabb kört futott) 

| Év   | Csapat             | Motor       | Gumik | Pilóták    | 1 BHR | 2 AUS | 3 MAL | 4 CHN | 5 ESP | 6 MON | 7 TUR | 8 CAN | 9 EUR | 10 GBR | 11 GER | 12 HUN | 13 BEL | 14 ITA | 15 SIN | 16 JPN | 17 KOR | 18 BRA | 19 ABU | Pontok | Helyezés |
| ---- | ------------------ | ----------- | ----- | ---------- | ----- | ----- | ----- | ----- | ----- | ----- | ----- | ----- | ----- | ------ | ------ | ------ | ------ | ------ | ------ | ------ | ------ | ------ | ------ | ------ | -------- |
| 2010 | BMW Sauber F1 Team | Ferrari 056 | B     | de la Rosa | KI    | 12    | NI    | KI    | KI    | KI    | 11    | KI    | 12    | KI     | 14     | 7      | 11     | 14     |        |        |        |        |        | 44     | 8.       |
| 2010 | BMW Sauber F1 Team | Ferrari 056 | B     | Heidfeld   |       |       |       |       |       |       |       |       |       |        |        |        |        |        | KI     | 8      | 9      | 17     | 11     | 44     | 8.       |
| 2010 | BMW Sauber F1 Team | Ferrari 056 | B     | Kobajasi   | KI    | KI    | KI    | KI    | 12    | KI    | 10    | KI    | 7     | 6      | 11     | 9      | 8      | KI     | KI     | 7      | 8      | 10     | 14     | 44     | 8.       |

Megjegyzés:
- † – Nem fejezte be a futamot, de rangsorolva lett, mert teljesítette a versenytáv 90%-át.